# Приморськ (Кваркенський район)
Примо́рськ (рос. Приморск) — село у складі Кваркенського району Оренбурзької області, Росія.

## Населення
Населення — 719 осіб (2010; 866 у 2002).
Національний склад (станом на 2002 рік):
- росіяни — 69 %